# Dionísio Castro
Dionísio da Silva Castro (Fermentões, 22 novembre 1963) è un ex maratoneta e mezzofondista portoghese, ex detentore del record mondiale dei 20 000 m piani, stabilito il 31 marzo 1990 con 57'18"4.

## Biografia
Ha partecipato ai Giochi olimpici di Seul 1988 (ritirato nei 10000 m) e di Barcellona 1992 (ritirato nella maratona).
Anche il suo gemello Domingos Castro è stato un atleta di livello internazionale.

## Altre competizioni internazionali
1986
- Oro al Trofeo Akiles ( Madrid) - 29'10"

1987
- 7º al Trofeo Jose Cano ( Canillejas), 11 km - 33'58"
- Bronzo al Trofeo Akiles ( Madrid) - 28'32"

1988
- 8º alla Dam tot Dam ( Zaandam), 10 miglia - 47'20"

1989
- Argento a L'Equipe Crosscountry ( Parigi) - 27'30"

1990
- Oro all'Almond Blossom Cross Country ( Albufeira) - 29'39"

1991
- Argento al Cross Internacional Memorial Juan Muguerza ( Elgoibar)

1992
- 5º alla Maratona di Rotterdam ( Rotterdam) - 2h11'54"
- Argento alla Corrida de San Joao ( Porto), 13,5 km - 39'03"
- 10º al Trofeo Jose Cano ( Canillejas), 11 km - 34'01"

1994
- 16º alla Maratona di Rotterdam ( Rotterdam) - 2h17'44"

1995
- 19º alla Maratona di Vienna ( Vienna) - 2h26'37"

1996
- 32º alla Mezza maratona di Lisbona ( Lisbona) - 1h04'30"
- 7º alla Mezza maratona di Pombal ( Pombal) - 1h07'26"

1998
- 34º alla Maratona di Fukuoka ( Fukuoka) - 2h21'37"

1999
- 34º alla Maratona di New York ( New York) - 2h28'06"